# سیارک ۴۷۱۲
سیارک ۴۷۱۲ (به انگلیسی: 4712 Iwaizumi، نامگذاری:1989QE) چهار هزار و هفتصد و دوازدهمین سیارک کشف شده‌است که در ۲۵ اوت ۱۹۸۹ کشف شد.
قدر مطلق سیارک برابر ۱۰٫۹۰ است.